# Alexéi Prokurórov
Alexéi Alexéyevich Prokurórov –en ruso, Алексей Алексеевич Прокуроров– (Mishino, URSS, 25 de marzo de 1964–Vladímir, 10 de octubre de 2008) fue un deportista ruso que compitió para la Unión Soviética en esquí de fondo.
Participó en cinco Juegos Olímpicos de Invierno, entre los años 1988 y 2002, obteniendo dos medallas en Calgary 1988, oro en 30 km y plata en el relevo (junto con Vladimir Smirnov, Vladimir Sajnov y Mijail Deviatiarov).
Ganó seis medallas en el Campeonato Mundial de Esquí Nórdico entre los años 1989 y 1997.

## Palmarés internacional
| Representando a la URSS |                      |                   |                             |
| Juegos Olímpicos        |                      |                   |                             |
| Año                     | Lugar                | Medalla           | Prueba                      |
| 1988                    | Calgary (Canadá)     | Medalla de oro    | 30 km                       |
| 1988                    | Calgary (Canadá)     | Medalla de plata  | Relevo 4 × 10 km            |
| Campeonato Mundial      |                      |                   |                             |
| Año                     | Lugar                | Medalla           | Prueba                      |
| 1989                    | Lahti (Finlandia)    | Medalla de bronce | 50 km                       |
| Representando a Rusia   |                      |                   |                             |
| Campeonato Mundial      |                      |                   |                             |
| Año                     | Lugar                | Medalla           | Prueba                      |
| 1993                    | Falun (Suecia)       | Medalla de bronce | Relevo 4 × 10 km            |
| 1995                    | Thunder Bay (Canadá) | Medalla de bronce | 30 km                       |
| 1997                    | Trondheim (Noruega)  | Medalla de oro    | 30 km                       |
| 1997                    | Trondheim (Noruega)  | Medalla de plata  | 10 km                       |
| 1997                    | Trondheim (Noruega)  | Medalla de bronce | 12,5 km+12,5 km persecución |